# Tenderlybae
Tenderlybae (настоящее имя — Ами́на Раши́довна Мирзо́ева; род. 5 мая 2002, Москва) — российская стримерша, блогер и певица.

## Биография

### Юность и ранние годы (2002 — 2018)
Амина Мирзоева родилась в Москве 5 мая 2002 года. По словам самой Амины у неё была строгая мама, они практически не виделись и не общались. Сама девушка в основном проводила время дома. В 10 лет Амина начала увлекаться компьютерными играми, она начала играть в Warcraft. В школе она подвергалась травле из-за её национальности.

### Карьера стримерши и певицы (2018 — настоящее время)
В 2018 году Амина создала аккаунт на Twitch с псевдонимом Tenderlybae и начала запускать прямые трансляции на которых она в основном общалась с аудиторией, играла песни на укулеле и смотрела фильмы.
Уже в конце 2018 года Амина получила свою первую популярность после того, как исполнила песню Мэйби Бэйби — «Аскорбинка». На момент популярности Амина всё ещё училась в школе, где ученики фотографировали её и заливали в интернет.

Летом 2019 года Амина начала заниматься музыкой для того, чтобы написать свой дебютный альбом «Юность». Альбом вышел 1 мая 2020 года. 
Tenderlybae: В пластинке «Юность» я решила не зацикливаться на одном жанре, поэтому на ней можно услышать песни как с речитативом, так и нежные и лиричные композиции. За счет разнообразия жанров мне хотелось захватить больший пласт аудитории, чтобы каждый нашел что‑то себе по душе.
5 марта и 6 мая 2021 года соответственно Амина выпустила треки «Летучая мышка» и «Дружим», Амина сказала про трек «Летучая мышка», что «Летучая мышка» ― это метафора, отсылающая к тому, что эти животные любят темноту и не любят одиночество. Так же, как и я". Уже 11 июня 2021 года вышел трек «Не надо». 18 февраля 2022 года Амина выпустила трек «Игрушка», 18 апреля трек был экранизирован в виде клипа, про трек Амина сказала:
«Я просто приехала домой после кучи съёмок и встреч с большим количеством людей, села перед микрофоном в своей домашней студии, и из меня это просто „выпало“. Как будто это было у меня на душе, но в тот момент я не испытывала тех чувств, о которых поётся в треке. Но, к сожалению, трек оказался пророческим, потому что абсолютно каждое слово в нём воплотилось в ситуации с моим уже бывшим парнем. Наши отношения оказались точь-в-точь как в треке. Теперь я поняла, что больше не хочу писать такую музыку».

## Личная жизнь
В 2021 году состояла в романтических отношениях со стримером Некоглаем, но позже они расстались из-за измены со стороны Некоглая.

## Победы и номинации
В 2021 году Амина победила в номинации Glam Gaming в премии Influencers Awards организованной Glamour.

## Дискография

### Альбом
| Название | Информация                                                            |
| -------- | --------------------------------------------------------------------- |
| «Юность» | - Релиз: 1 мая 2020 - Лейбл: DNK Music - Формат: цифровая дистрибуция |

### Синглы
| Год  | Название                                                | Высшая позиция в чартах | Высшая позиция в чартах | Высшая позиция в чартах |
| Год  | Название                                                | Shazam                  | TikTok                  | Spotify                 |
| ---- | ------------------------------------------------------- | ----------------------- | ----------------------- | ----------------------- |
| 2020 | «Я урод»                                                |                         |                         |                         |
| 2020 | «Не верю» (совместно с Перфе)                           |                         |                         |                         |
| 2020 | «Не верю (Rock Version)» (совместно с Перфе)            |                         |                         |                         |
| 2020 | «Кудрявая няшка» (совместно с Перфе)                    |                         | 2                       |                         |
| 2021 | «Летучая мышка»                                         |                         |                         |                         |
| 2021 | «Дружим»                                                |                         |                         |                         |
| 2021 | «Не надо»                                               |                         |                         |                         |
| 2022 | «Антикобыла» (совместно с daybe)                        | 20                      |                         | 56                      |
| 2022 | «Игрушка»                                               |                         |                         |                         |
| 2022 | «Летаю» (совместно с nkeeei)                            |                         |                         |                         |
| 2023 | «Автограф»                                              |                         |                         |                         |
| 2023 | «Ломай»                                                 |                         |                         |                         |
| 2023 | «Выдумал тебя»                                          |                         |                         |                         |
| 2023 | «Пацанский FONK» (совместно с Егором Кридом и Егориком) |                         |                         |                         |
| 2024 | «Несовместимы»                                          |                         |                         |                         |
| 2024 | «Влюбляться»                                            |                         |                         |                         |
| 2024 | «ПАРАНОЙЯ»                                              |                         |                         |                         |
| 2025 | «КРУЖИТ ГОЛОВУ»                                         |                         |                         |                         |
| 2025 | «СПЛЕТНИ»                                               |                         |                         |                         |

### Гостевое участие
- Lida — «Грустный реп» (2019)
- MOTELBLVCK — «Что-то не так» (2020)
- Lovv66 — «Всё равно» (2021)
- PINQ — «Дисней» (2023)
- Егор Крид и Егорик — «Таро» (2023)

### Видеоклипы
- «Грустный реп» (совместно с Lida) (2019)
- «Не верю» (совместно с Перфе) (2020)
- «Кудрявая няшка» (совместно с Перфе) (2021)
- «Дружим» (2022)
- «Антикобыла» (совместно с daybe) (2022)
- «Игрушка» (2022)
- «Ломай» (2023)
- «Таро» (совместно с Егором Кридом и Егориком) (2023)
- «Пацанский FONK» (совместно с Егором Кридом и Егориком) (2023)